# Reisestipendien

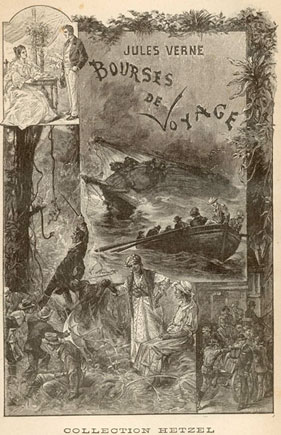
Titelseite der französischen Originalausgabe mit einer Illustration des Zeichners Léon Benett

Reisestipendien ist ein Roman des französischen Autors Jules Verne. Der Roman wurde erstmals 1903 von dem Verlag Pierre-Jules Hetzel in Paris in zwei Bänden unter dem französischen Titel Bourses de Voyages veröffentlicht. Band I erschien am 3. Juli und Band II am 9. November 1903. Die erste deutschsprachige Ausgabe erschien 1904 unter dem Titel Reisestipendien. Der englische Titel des Romans lautet Traveling Scholarships.

## Handlung
Zum Abschluss eines Schuljahres wird an der „Antilian-School“ in London eine besondere Prämierung vorgenommen. Die „Antilian-School“ ist als „Unterrichtsanstalt für die Söhne der Kolonisten der Großen und Kleinen Antillen“ gegründet worden. Die besten Schüler haben eine gestiftete Reise gewonnen, deren Ziel bisher noch nicht bekannt gegeben wurde. Unter großem Beifall der anderen Kommilitonen werden die acht Gewinner bekannt gegeben. Es handelt sich um eine Gruppe von Schülern, deren Mitglieder aus mehreren Nationen (Großbritannien, Frankreich, Niederlande, Dänemark, Schweden) kommen.
Die Reise ist von der Millionärin Mistress Seymour gestiftet worden. Diese lebt alleine auf Barbados und möchte sich als Wohltäterin betätigen. Die ganze Schule ist nun gespannt zu welchem Ziel die Gruppe der Gewinner reisen wird. Über das Ziel der Reise gibt es unter den Schülern viele verschiedene Gerüchte. Als Ziel der Reise wird schließlich eine Rundreise über die Inseln der Antillen angetreten, von denen die 9 Gewinner stammen. Die Schüler hatten sich eigentlich ein anderes Reiseziel erhofft, finden sich jedoch mit diesem Reiseziel ab. Die Reise mit einer Segelyacht über den Atlantik und anschließend von einer Insel zur anderen ist doch eine Befriedigung ihrer jugendlicher Abenteuerlust. Am Ende der Reise ist ein Besuch bei der Stifterin Mistress Seymour geplant. Sie will jedem einzelnen der Gewinner persönlich ein Reisestipendium von 700 Pfund Sterling übergeben.
Da die zwischen 14 und 20 Jahre alten Jugendlichen nicht allein reisen sollen wählt der Direktor der „Antilian-School“ noch eine Vertrauensperson aus dem Kreis der Mitarbeiter der Schule aus, die die Gruppe führen soll. Der Direktor entscheidet sich für den kauzigen Verwalter der Schule, den ehemaligen Lateinlehrer Patterson.
Die Reise soll mit Segelschiff „Alert“ unter dem Kommando des Kapitäns Paxton im Hafen des irischen Queenstown in der Bucht von Cork beginnen. Die kleine „Alert“ mit einer Besatzung von zehn Mann verspricht eine interessante Passage. Das ist ganz nach dem abenteuerlichen Geschmack der jungen Passagiere. Das Vorhaben findet auch große Beachtung bei der Presse und die Leser der Zeitungen nehmen großen Anteil an den Vorbereitungen der Reise.
Die Nachrichten in den Zeitungen werden aber auch von zehn aus dem Gefängnis von Queenstown ausgebrochenen Meuterern unter der Führung von Harry Markel gelesen. Die geflohenen Sträflinge wurden aufgrund verschiedener blutiger Straftaten zum Tode verurteilt. Ihr tollkühner Anführer Markel erkannte die im Hafen auf die Schüler wartende Alert sofort als passende Fluchtmöglichkeit für die Bande. Kurz darauf entern die Meuterer die Yacht und seine Leute ermorden die gesamte Mannschaft. Sie wollen mit dem Schiff flüchten. Eine Flaute verhindert jedoch ihre Abfahrt. Ohne Wind können sie den Hafen nicht verlassen. Am nächsten Morgen werden dann die Schüler und ihr Reiseleiter Patterson zu dem Schiff übergesetzt. Spontan entscheidet Markel, dass seine Leute die Rolle der ermordeten Originalbesatzung einnehmen sollen. Sie planen sich der lästigen Passagiere zu entledigen, sobald sie auf offener See sind.
Patterson erzählt Markel von den in Aussicht gestellten Reisestipendien, worauf dieser seinen Plan ändert. Immerhin ist am Ende Reise jeder einzelne der Schüler 700 Pfund wert. Die Verbrecher spielen ihre Rolle als Besatzung der Alert weiter. Als Wind aufkommt können sie den Hafen verlassen und die Fahrt über den Atlantik zu den Antillen beginnt. Wie von Mistress Seymour geplant werden auf einer Rundreise mehrere Inseln der Großen und Kleinen Antillen besucht. Das Reiseprogramm wird von der falschen Besatzung professionell abgearbeitet. Markel lässt seine Männer nicht an Land gehen, um zu vermeiden, dass sie sich bei einem etwaigen Besuch einer Hafenkneipen verraten. Endlich ist das Ziel der Reise erreicht: Barbados. Am Ende des Besuchs bei Mistress Seymour werden die Stipendien an die Schüler, an Patterson und an den falschen Kapitän Paxton übergeben. Die Stunden der Passagiere scheinen jetzt gezählt zu sein.
Die alte Dame hat jedoch noch einen weiteren Wunsch. Der ihr gut bekannte Bootsmann Will Mitz soll mit der Alert nach England zurück reisen, um in Liverpool seine neue Heuer anzutreten. Markel kann dieses Angebot nicht abschlagen. Mitz kommt mit an Bord. Er belauscht an Bord zufällig den Plan der Verbrecher, in der Nacht auf hoher See alle Passagiere ermorden zu wollen. Mitz entschließt sich zusammen mit den anderen Passagieren eine Flucht in dem Beiboot des Schiffes zu wagen. Diese Flucht scheitert jedoch. Nach einer mehrstündigen Irrfahrt im Nebel kollidiert das Beiboot mit der Alert. Die Flüchtlinge sind verzweifelt. Es gelingt ihnen jedoch, unbemerkt die „Alert“ wieder zu betreten und handstreichartig die Mannschaft der Meuterer im Laderaum einzusperren. Sie wollen zurück zu den Antillen fahren, da ihnen die Fahrt über den Atlantik mit einer Mannschaft aus Laien als zu risikoreich erscheint. Eine Windstille und ein dann folgender Sturm machen eine schnelle Rückfahrt jedoch unmöglich. Da bricht plötzlich ein Feuer im Schiff aus, offensichtlich hat sich Branntwein entzündet. Die Schüler flüchten mit Patterson und Mitz im Beiboot vom Schiff. Kurz darauf richtet das Feuer und der Untergang der Yacht den Mörder Markel und seine Mannschaft. Nach kurzer Zeit wird die Gruppe auf dem Beiboot durch ein vorbeikommendes Schiff gerettet und kann nach Großbritannien zurückkehren.